# Sprawa Plame
Sprawa Plame (ang. Plame affair) – potoczna nazwa skandalu politycznego w Stanach Zjednoczonych, obracającego się wokół ujawnienia prasie w lecie 2003 roku tożsamości tajnej agentki CIA, Valerie Plame i dochodzenia, jakie było prowadzone w tej sprawie. W świetle prawa amerykańskiego świadome ujawnienie tożsamości tajnego agenta jest przestępstwem. Dochodzenie miało na celu ustalenie, jak doszło do przecieku, którzy członkowie administracji prezydenta Busha lub kierownictwa tajnych służb byli odpowiedzialni za przeciek i kto próbował zataić fakty w trakcie dochodzenia, jeżeli takie próby miały miejsce. 28 października 2005 w stan oskarżenia postawiony został Lewis Libby, szef personelu wiceprezydenta Richarda Cheneya. 6 marca 2007 roku ława przysięgłych uznała go za winnego 4 z 5 zarzucanych czynów.

## Historia skandalu

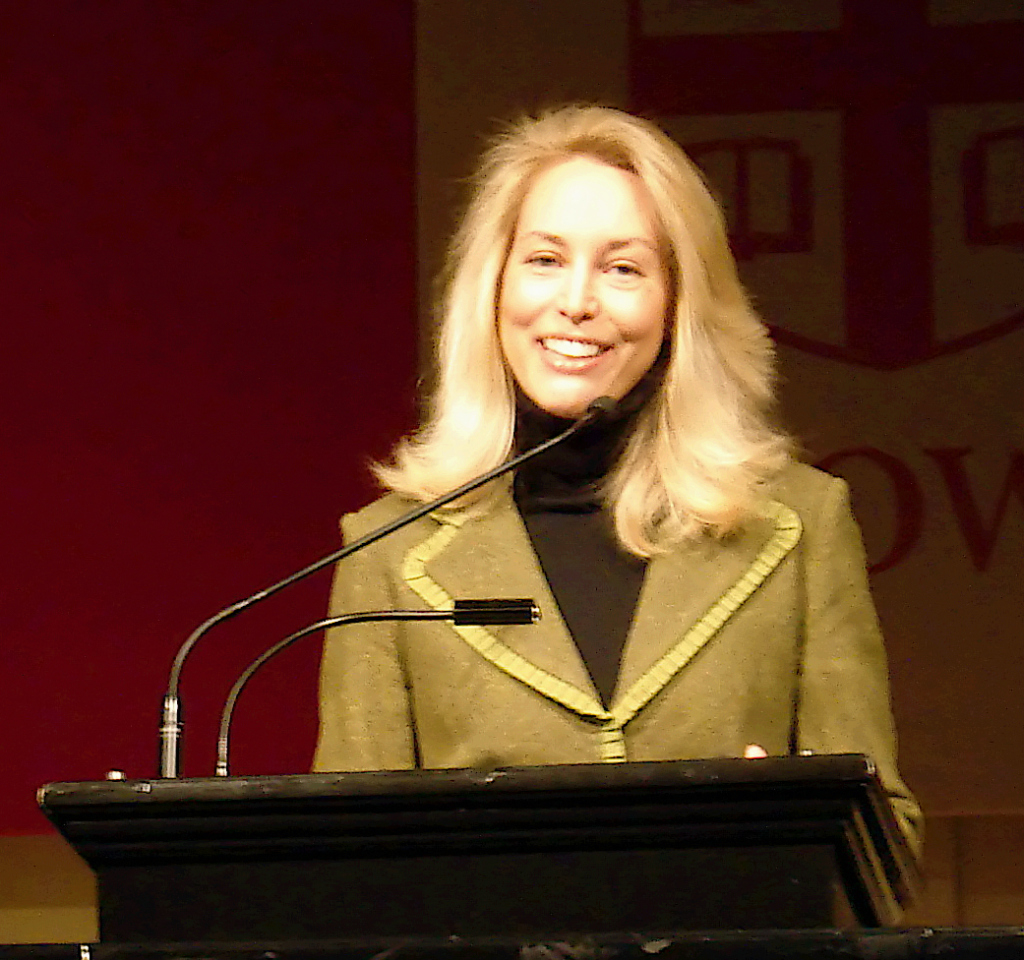
Valerie Plame (2007)

Skandal miał swoje korzenie w latach 2002 - 2003, podczas których rząd amerykański starał się przekonać opinię publiczną, że Irak tworzy i gromadzi broń masowego rażenia, próbując w ten sposób usprawiedliwić zbliżającą się inwazję na Irak, która nastąpiła w marcu 2003. Jednym z dowodów na to, że Irak kontynuował swój program budowy broni atomowej, były rzekome próby zakupienia przez Irak uranu od Nigru. W 2002 roku amerykański dyplomata Joseph C. Wilson został wysłany do Afryki, by zbadać sprawę. Uznał on te doniesienia za niepewne, lecz jego raport został zignorowany. W swoim orędziu do Kongresu na początku roku 2003 prezydent Bush nadal utrzymywał, że próby zakupu uranu przez Irak miały miejsce. Już po rozpoczęciu wojny, w lipcu 2003 roku, Wilson opublikował w gazecie New York Times artykuł pod tytułem Czego nie znalazłem w Afryce, w którym ostro skrytykował działania administracji Busha w tej sprawie, w szczególności uparte utrzymywanie, że doniesienia wywiadu o zakupie uranu były wiarygodne. 
Osiem dni później dziennikarz Robert Novak, powołując się na dwóch anonimowych członków administracji Busha, ujawnił w artykule, że żona Wilsona, Valerie Plame, jest wysoko postawioną agentką CIA, i że to ona prawdopodobnie załatwiła dla swojego męża udział w misji do Afryki. W rzeczywistości Plame była tajną agentką i jej powiązanie z agencją było tajemnicą państwową, tak więc ujawnienie jej tożsamości uniemożliwiło jej dalszą pracę w tej roli i praktycznie zniszczyło jej dotychczasową karierę. Zdemaskowanie Plame mogło także wpłynąć negatywnie na pracę amerykańskiego wywiadu i zagrozić zagranicznym agentom CIA, którzy mieli z nią kontakt. Wilson i wiele innych osób twierdził, że przeciek do Novaka i, jak wkrótce wyszło na jaw, do kilku innych dziennikarzy, którzy jednak nie opublikowali go w prasie, był zemstą administracji Busha za kwestionowanie przez Wilsona jej działań przed inwazją na Irak i miał swoje źródło u wysokich rangą urzędników Białego Domu.
Świadome ujawnienie tożsamości tajnego agenta jest w Stanach Zjednoczonych przestępstwem, tak więc w drugiej połowie 2003 roku amerykański Departament Sprawiedliwości rozpoczął dochodzenie w tej sprawie na wniosek przedstawiony 26 września 2003 przez CIA. 30 grudnia 2003 kierownictwo dochodzenia objął Patrick Fitzgerald, w roli specjalnego prokuratora. W trakcie dochodzenia przesłuchanych zostało wielu najwyższych rangą urzędników Białego Domu, z prezydentem Bushem włącznie. 28 października 2005 roku postawiono w stan oskarżenia Lewisa Libby, szefa personelu wiceprezydenta. Ława przysięgłych uznała go winnym 4 z 5 zarzucanych czynów, a sędzia ustalił wyrok na 30 miesięcy więzienia, 250 tys. dolarów grzywny oraz 400 godzin prac społecznych. Sąd wyznaczył datę rozpoczęcia odbywania kary i odmówił zwolnienia za kaucją na czas apelacji, jednak prezydent George W. Bush, korzystając z prawa łaski, uchylił wyrok więzienia, pozostawiając jego pozostałą część. Spotkało się to z mocną krytyką ze strony wielu prawników oraz polityków Partii Demokratycznej. Prezydentowi zarzucano nadużycie prawa łaski do ochrony własnych przyjaciół. Finalnie Libby został w pełni ułaskawiony przez prezydenta Donalda Trumpa w 2018 roku.